# Bactrocera mesonotochra
Bactrocera mesonotochra är en tvåvingeart som beskrevs av Drew 1989. Bactrocera mesonotochra ingår i släktet Bactrocera och familjen borrflugor. Inga underarter finns listade.